# カンナシリーズ
『カンナシリーズ』は、高田崇史による日本の推理小説のシリーズ。2008年以降、講談社ノベルスよりシリーズ全9作品が順次刊行された。著者の他シリーズと同様、歴史や文化、風俗についての謎を解き明かす。3作品ごとに大まかな主題が分かれた内容の3部構成となっている。

## 概要
とある出版社で起こった殺人事件をきっかけに姿をくらませた早乙女諒司は、日本史の常識を覆すと言われる出賀茂神社の社伝『蘇我大臣馬子傳暦』（の偽者）を持って日本中を逃走する。甲斐は、諒司を捜し出すために日本中を飛び回るが、社伝を狙う修験の者や波多野村雲流の忍に襲われて、事件に巻き込まれることに…。

## シリーズ作品
（講談社ノベルス / 講談社文庫）
1. カンナ 飛鳥の光臨（2008年11月6日、ISBN 978-4-06-182625-0 / 2012年01月17日、ISBN 978-4-06-277144-3）
2. カンナ 天草の神兵（2009年01月8日、ISBN 978-4-06-182633-5 / 2012年04月13日、ISBN 978-4-06-277235-8）
3. カンナ 吉野の暗闘（2009年03月5日、ISBN 978-4-06-182639-7 / 2012年07月13日、ISBN 978-4-06-277309-6）
4. カンナ 奥州の覇者（2009年07月6日、ISBN 978-4-06-182656-4 / 2012年10月16日、ISBN 978-4-06-277387-4）
5. カンナ 戸隠の殺皆（2010年02月4日、ISBN 978-4-06-182703-5 / 2013年05月15日、ISBN 978-4-06-277544-1）
6. カンナ 鎌倉の血陣（2010年06月7日、ISBN 978-4-06-182721-9 / 2013年09月13日、ISBN 978-4-06-277642-4）
7. カンナ 天満の葬列（2011年03月7日、ISBN 978-4-06-182769-1 / 2014年05月15日、ISBN 978-4-06-277842-8）
8. カンナ 出雲の顕在（2011年07月6日、ISBN 978-4-06-182785-1 / 2014年09月12日、ISBN 978-4-06-277908-1）
9. カンナ 京都の霊前（2012年07月4日、ISBN 978-4-06-182822-3 / 2014年01月16日、ISBN 978-4-06-293002-4）

## シリーズ登場人物
鴨志田 甲斐（かもしだ かい）
本シリーズの主人公。伊賀・服部流の末裔で出賀茂神社の跡取り。6月生まれ。初登場時26歳。
幼い頃から、完爾と丹波に忍術や古武術を仕込まれるが、どれもものにならず、途中で投げ出してしまった。しかし、危機に陥ると驚くべき才覚を発揮させてピンチを免れることがある。非常に夜目が利くなど五感に秀でている。
諒司を兄のように慕い、その妻の志乃芙に憧れを抱いていたが、諒司に盗まれた社伝を追って日本各地に出向くこととなる。シリーズが進むごとに様々な危機にさらされ続けたことで、徐々に忍者としての才能にくわえ、自らに流れる血の力を発揮させていく。
中村 貴湖（なかむら たかこ）
出賀茂神社で巫女として働く現役東大生。初登場時19歳。シリーズ当初は大学を休学していたが、現在は復学している。丹波の孫娘。
祖父譲りの優れた暗記力を持ち、知識が豊富。伊勢・服部流の血を引いており、生体機能を低下させることができ、その状態なら呼吸を1時間程度止めることができる。加えて「韋駄天走り」が特技で100mを11秒台で走ることができるなど多才だが、海人の血を引くのに泳げないという弱点があり、そのことにコンプレックスを抱いている。
探究心が強いため、甲斐が出掛けることになるたびに随伴を申し出る。当初は怠惰な甲斐を嫌っていたが、試練を乗り越えるたび少しずつ逞しく成長していく彼に惹かれていく。
柏木 龍之介（かしわぎ りゅうのすけ）
甲斐の高校時代の同級生で、甲賀出身。小柄で、眼鏡をかけている。油日神社の氏子で、甲賀五十三家の北山九家に数えられる甲賀隠岐流の忍び。甲斐と同じく忍術はほとんど使えなかったが、やはりシリーズが進むごとに忍者としての能力を発揮するようになる。現在は、歴史探究社という出版社に勤務している。貴子に好意を抱いている。
特技は、どうでもいいことを覚えること。趣味は、訪れた神社で朱印を貰うこと。出掛ける度に鉤縄などの忍者七つ道具を携帯し、それが役に立つこともある。
母方の実家は、高良大社の氏子である福岡の三好家で、作品終盤で自分でも知らなかった玉兎との生まれる前からの深いつながりが明らかになる。
ほうろく
鴨志田家で飼われるミニチュア・ブル・テリアのオス。忍者犬として昔から忍術を仕込まれており、ピンチの際には甲斐たちを助けることもある。莞爾や丹波からも全幅の信頼を寄せられている。右目の周りにブラックマーキングがあるため、澪から『グーパンチ』と呼ばれている。首輪には飢渇丸、兵糧丸、水渇丸が仕込まれている。
鴨志田 完爾（かもしだ かんじ）
甲斐の父で、出賀茂神社の宮司。一級神職。師範級の古武道の達人で、柔道3段空手4段、火術・水術・占術も得意とする。独鈷型棒手裏剣の腕前では右に出るものがいないというほどの使い手でもある。
鴨志田 展子（かもしだ のぶこ）
甲斐の母。
鴨志田 翔一（かもしだ しょういち）
甲斐の兄。大学を首席で卒業するなど非常に優秀であるが、そのために親からの期待も大きく、神社を継ぐのがいやになって家を飛び出してしまった。QEDシリーズの主人公・桑原崇の中学時代の友人で、同シリーズ『QED 〜flumen〜 九段坂の春』・『QED 諏訪の神霊』にも登場している。
加藤 丹波（かとう たんば）
貴湖の祖父。出賀茂神社の職員。怪我のため左目に眼帯をし、残り少ない白髪を後ろで結わえている。甲斐のことを『坊』と呼ぶ。寛爾と同じく古武道の達人。若かりし頃は加藤段蔵になぞらえて「飛びの丹波」と呼ばれる凄腕の忍びだった。記憶力にも優れている。数年前に妻を亡くしており、現在は１人暮らし。
早乙女 諒司（さおとめ りょうじ）
柘植（つげ）の名でフリーライターをしている。最中に遭遇した密室殺人事件の後、突如姿をくらませた。出賀茂神社の社伝を盗み、日本各地を逃げ回っている。甲斐から実の兄のように慕われている。忍の血を引いていない一般人だが、完爾の元で古武道を学んでいたため腕が立つ。
早乙女 志乃芙（さおとめ しのぶ）
諒司の妻。敢国神社の近くに住んでおり、ほうろくの散歩をしている甲斐とよく出会う。諒司の失踪後、その捜索を甲斐らに依頼する。1歳違いの雲居冴子（くもい さえこ）という妹がいた。
早乙女 澪（さおとめ みお）
諒司と志乃芙の子。オッドアイ。「幼い子は、神に等しい」との言葉の通り、各地へ出掛ける前の甲斐に向かって、毎回予言のようなことを伝える。甲斐のことを「かもしぃ」と呼ぶ。叔母である冴子の人格が宿っている。
雲居 良源（くもい りょうげん）
志乃芙・冴子の父親。波多野村雲流の幹部であり、志乃芙を介して諒司の情報を得ている。
海棠 聡美（かいどう さとみ）
名張の大地主、海棠家の次女。古くから鴨志田家とつながりがあり、甲斐とは親同士が決めた許嫁。現在は、地元の役所に勤務している。大学教授の父・修太郎と姉・真由美がいる。貴湖同様、歴史などに詳しい。
作品終盤、刺客から甲斐をかばって毒矢を身に受け、鬼役の家系ゆえの毒物耐性で一命は取り留めたものの、心臓が弱っていたこともあり昏睡状態に陥る。
海棠 鍬次郎（かいどう くわじろう）
聡美の祖父。戦国・江戸時代には主君の鬼役（主君の毒味役）を務めた海棠家の元当主。現在は隠居しているが、その豊富な薬草・毒草・毒獣の知識から「名張の毒飼い」の異名を持つ。楯丘という腹心を持つ。

## 用語
出賀茂神社（いずかもじんじゃ）
鴨志田家の実家で、敢國神社の近くにある架空の神社。御祭神は素戔嗚尊・奇稲田姫命・大物主神で、社格は旧官幣中社。創建は大宝元年とされている。
また、奈良には元明天皇の御世に創建されたとする飛鳥出賀茂神社が存在し、熊本には熊本出賀茂神社も存在する。
鴨志田家
秦氏と蘇我氏の血を引くという家系で、忍者の末裔。その血を引く者は五感が異常に発達するほか、まれに人の心を読み自由に操ることのできるという能力の第七感を持つ者が現れるという。歴史上この能力を持っていたとされる大伴細人、役小角、伊勢三郎義盛、加藤段蔵などは権力者からその能力を恐れられ命を狙われることとなっており、能力を使いこなせるよう細心の注意を払いながら身につけていく必要があるとされる。
蘇我大臣馬子傳暦（そがのおおおみうまこでんりゃく）
出賀茂神社の社伝。藤原氏によって滅ぼされた蘇我氏が記した、敗者の側からの歴史書の写本。日本の歴史の根幹にかかわる大切な書物だという。諒司によって出賀茂神社の宝物殿から盗み出される。
その内容には「聖徳天皇でもあった林太郎天皇を天智天皇が殺害した」「蘇我馬子が崇峻天皇を殺害し天皇となって額田部皇女を皇后とした」「天照と天照大神は別の神で、天照は天手力男たちに殺されて天岩戸に葬られ、天鈿女の祝宴の後に天照大神が現れた」など、天皇家の正当性の根幹を揺るがすような記述や、秦氏と蘇我氏の財宝の隠し場所についての記述があるため、あらゆる勢力から狙われていた。

## 関連事項
- QEDシリーズ
- 毒草師シリーズ
- 千葉千波の事件日記シリーズ
- 麿の酩酊事件簿
- 九字 - タイトルの最後の一字をつなげると、「臨兵闘者皆陣列在前」となる。